# モルテザ・アゼリ
アーヤトッラー・モルテザ・アゼリ（مرتضی اذری、1983年9月24日 - ）は、イランにおけるシーア派の十二イマーム派の精神的指導者であり、政治家、法学者。